# سور عمومی
در نمادگذاری برای منطق گزاره‌ای، نماد {\displaystyle \forall \;} که به صورت «به ازای هر» خوانده می‌شود، سور عمومی نام دارد.
درنظر بگیرید که می‌خواهید گزاره ای بنویسید که در صورتی درست است که برای عدد n در مجموعه اعداد طبیعی، داشته باشیم:
گزاره فوق به‌طور قطع همواره درست است زیرا شما می‌توانید هر عدد طبیعی را جایگزین n نموده و به یک تساوی درست برسید. به زبان ریاضی اگر (P(n گزاره‌ای با تعریف "2n = n +n " بوده و {\displaystyle \mathbb {N} } مجموعه اعداد طبیعی باشد:

## ویژگی‌ها

### منفی سازی
علامت ریاضی و منطقی که برای مشخص کردن نقیض یک گزاره استفاده می‌شود، نماد {\displaystyle \lnot \;} می‌باشد.
گزاره (P(x با تعریف «فرد x متاهل است» را در مجموعه همه انسان‌ها در نظر بگیرید. با افزودن سور عمومی، گزاره جدیدی به صورت «به ازای هر انسان مانند x, x متاهل است» به وجود می‌آید. به عبارت دیگر:
به وضوح مشخص است که گزاره فوق نادرست است. به زبان نمادین:
به معنای دقیق نقیض کردن یک سور عمومی توجه کنید: اگر یک عبارت برای هر عضو موجود در دامنه مشخص شده صحیح نباشد، حتماً حداقل یک عضو وجود دارد که در عبارت مورد بحث صدق نمی‌کند؛ بنابراین در مثال فوق، نقیض گزاره {\displaystyle \forall \;x\in X\;P(x)} از نظر منطقی هم ارز با عبارت «انسانی مانند x در مجموعه انسان‌ها وجود دارد که مجرد است.» می‌باشد. یا:
به عنوان مثالی دیگر، در نظر بگیرید که (P(x یک گزاره نما با تعریف «x عددی بین ۰ و ۱ است» باشد، با کمک سور وجودی جمله جدیدی ساخته می‌شود: «یک عدد طبیعی x وجود دارد به گونه‌ای که بین ۰ و ۱ واقع می‌شود». به زبان ریاضی:
یک تفکر چند ثانیه‌ای نشان می‌دهد که گزاره فوق به‌طور قطع نادرست است؛ بنابراین می‌توان گفت: «هیچ عدد طبیعی وجود ندارد که بین ۰ و ۱ قرار گیرد». به زبان نمادها:
به‌طور دقیق، منفی کردن سور وجودی به این معناست که اگر هیچ عضوی متعلق به دامنه مورد بحث وجود نداشته باشد که در گزاره مورد نظر صدق کند، آن گزاره باید برای همه اعضای آن دامنه نادرست باشد؛ بنابراین در مثال فوق منفی کردن سور وجودی از نظر منطقی معادل با این است که بگوئیم: «برای هرعدد طبیعی مانندx, x بین ۰ و ۱ قرار ندارد». یا:
پس به‌طور کلی، نقیض یک تابع گزاره‌ای که با سور وجودی بیان شده‌است، هم ارز با نقیض آن تابع گزاره‌ای است که با سور عمومی بیان شده باشد. به‌طور نمادین می‌توان نوشت:

### قوانین استنتاج
یکی از قوانین استدلال که با نام Universal Instantiation شناخته شده‌است، بیان می‌کند که اگر یک تابع گزاره‌ای به‌طور عمومی درست باشد می‌توان نتیجه گرفت که برای هر عضو دلخواه در دامنه اش صحیح است. این قانون به زبان نمادها به شکل زیر نشان داده می‌شود:
یکی دیگر از قوانین استدلال که به Existential Introduction معروف است، نتیجه می‌دهد که اگر مطمئن باشیم یک تابع گزاره‌ای برای یک عضو خاص در دامنه مورد بحث ما درست است، پس می‌توان گفت «عضوی وجود دارد که تابع گزاره‌ای برای آن درست است.» یعنی عبارت ذیل همواره از نظر منطقی درست خواهد بود: